# 三重県道638号西庄内高塚線
三重県道638号西庄内高塚線（みえけんどう638ごう にししょうないたかつかせん）は、三重県鈴鹿市から亀山市を経由して、鈴鹿市に至る一般県道である。

## 概要
鈴鹿市西庄内町から亀山市を経由して、鈴鹿市高塚町に至る。

### 路線データ
- 起点：三重県鈴鹿市西庄内町（字東野5690番1[1][2]：庄内公園前交差点、三重県道11号四日市関線交点）
- 終点：三重県鈴鹿市高塚町（字神垣216の3番地先[1][2]：加佐登西交差点、三重県道637号辺法寺加佐登停車場線交点）

## 歴史
- 1959年（昭和34年）
  - 1月25日 - 認定[3]

路線名：「一般県道638号三畑高塚線」
起点：三重県鈴鹿郡鈴峯村大字三畑
終点：三重県鈴鹿市高塚町
重要な経過地：三重県亀山市
  - 3月31日 - 道路区域の決定[4]
  - 5月19日 - 道路の供用開始[5]

三重県鈴鹿郡鈴峯村大字三畑字沢籔2943の45の1番地先から三重県鈴鹿郡鈴峯村大字伊船字大辻2953の97番地先を経て三重県鈴鹿市高塚町字神垣216の3番地先まで（延長7.03 km）
- 2002年（平成14年）4月1日 - 県道の路線認定の一部改正[6]

路線名：「三重県道638号西庄内高塚線」
起点：三重県鈴鹿市西庄内町
終点：三重県鈴鹿市高塚町（変更なし）

## 路線状況

### 重複区間
- 北勢南部広域農道（亀山市川崎町 - 鈴鹿市東庄内町・貢橋北交差点）

### 道路施設

#### 橋梁
- 上八島橋（八島川、鈴鹿市）
- 貢橋（御幣川、亀山市）

## 地理

### 通過する自治体
- 三重県
  - 鈴鹿市 - 亀山市 - 鈴鹿市

### 交差する道路
| 交差する道路                                   | 市町村名 | 交差する場所 | 交差する場所            |
| ---------------------------------------------- | -------- | ------------ | ----------------------- |
| 三重県道11号四日市関線                         | 鈴鹿市   | 西庄内町     | 庄内公園前交差点 / 起点 |
| 国道306号 / 巡見街道                           | 亀山市   | 川崎町       | 原四ツ辻交差点          |
| 北勢南部広域農道 / フラワーロード 重複区間起点 | 亀山市   | 川崎町       |                         |
| 北勢南部広域農道 / フラワーロード 重複区間終点 | 鈴鹿市   | 東庄内町     | 貢橋北交差点            |
| 三重県道27号神戸長沢線                         | 鈴鹿市   | 広瀬町       | 広瀬町北交差点          |
| 三重県道637号辺法寺加佐登停車場線              | 鈴鹿市   | 高塚町       | 加佐登西交差点 / 終点   |

### 沿線
- 鈴鹿市立庄内小学校
- 鈴峰ゴルフ倶楽部
- 大紀アルミニウム工業所 亀山工場
- 鈴鹿フラワーパーク
- 加佐登調整池
- 津賀池
- 鈴鹿市立加佐登小学校